# Johan Lagergren
Johan Lagergren, född 29 september 1759 i Svenljunga, död 26 december 1825 var borgmästare i Falkenberg 1795-1825.
Lagergren studerade vid Lunds universitet där han tog juristexamen. Han representerade Falkenberg vid riksdagen 1812. Hans son Per Johan Lagergren blev riksdagsman för Norrköping.